# Pampai réticsiröge
A pampai réticsiröge (Leistes defilippii) a madarak osztályának verébalakúak (Passeriformes) rendjébe, azon belül a csirögefélék (Icteridae) családjába tartozó faj.

## Rendszerezése
A fajt Charles Lucien Jules Laurent Bonaparte francia ornitológus írta le 1851-ben, a Trupialis nembe Trupialis defilippii néven. Egyes szervezetek a Sturnella nembe sorolják Sturnella defilippii néven.

## Előfordulása
Dél-Amerikában, Argentína, Brazília és Uruguay területén honos. Természetes élőhelyei a  mérsékelt övi füves puszták. Vonuló faj.

## Megjelenése
A hím átlagos testhossza 21 centiméter, testtömege 73,6 gramm, a tojóé 67,5 gramm.

## Életmódja
Rovarokkal és magvakkal táplálkozik.

## Természetvédelmi helyzete
Az elterjedési területe elég kicsi és csökken, egyedszáma is csökken. A Természetvédelmi Világszövetség Vörös listáján sebezhető fajként szerepel.